# Rory Scovel
Rory Scovel, född 6 augusti 1980 i Greeleyville, South Carolina, är en amerikansk skådespelare.
Scovel har bland annat medverkat i TV-serierna Physical och Harley Quinn. Han har även medverkat i filmen Babylon.

## Filmografi (i urval)
- 2020 – Harley Quinn (TV-serie)
- 2021–2022 – Physical (TV-serie)
- 2022 – Babylon